# Бійня у Верховині
Бійня у Верховині, Трагедія села Верховина — вбивство 194 українців у селі Верховина ґміни Сенниця-Ружана Красноставського повіту Люблінського воєводства 6 червня 1945 загоном Національних збройних сил (пол. Narodowe Siły Zbrojne (NSZ)).

## Історія
За наказом командира «Спеціальної акції» 16-го округу NSZ майора Зиґмунта Воляніна «Зенон» командир угрупування Акцій Спеціальних НЗС (пол. Pogotowia Akcji Specjalnej) Холмського повіту капітан Мєчислав Паздерський «Шари» (пол. Szary) зібрав 300-особове угрупування з підлеглих йому відділів підпоручника Збігнева Гури «Яцка», сержанта Болеслава Скулімовського «Сокола», старшого сержанта Євгенія Валевського «Земсти», Романа Ярошинського «Романа». До третини особового складу походило з 27 волинської дивізії піхоти АК, що брали участь у каральних акціях над українським населенням Волині.

Радянські військові та місцеві жителі оглядають тіла убитих українців у Верховині

6 червня 1945 угрупування Паздерського увійшло до села Верховина в одязі Війська Польського, що не викликало занепокоєння населення. Розвідавши місцевість, вони вийшли з села і повернулися, замордувавши 194 українці — 45 дорослих чоловіків і 149 жінок і дітей різного віку. Для вбивства була використана вогнепальна зброя, сокири, лопати, мотики.
Вбивши все населення села, угруповання Паздерського відійшло до Селець ґміни Лешньовіце. За ними було вислано з Холма 60-особовий загін з службовців Міністерства громадської безпеки (пол. Ministerstwo Bezpieczeństwa Publicznego), міліціонерів, курсантів школи артилерії Війська Польського, який потрапив у засідку. Живих співробітників МГБ, міліціонерів вбили, курсантами поповнили свої ряди. Після цього було вислано 160-особову групу 98-полку погранвійськ НКВС, близько 2000 солдатів Корпусу внутрішньої безпеки МГБ. У селі Гута ґміни Войславіце вони оточили угрупування Паздерського і в ході бою 10 червня 1945 було вбито Паздерського, декілька командирів загонів (загалом 166 осіб), поранено 30, взято в полон 10. Втрати протилежної сторони становили 4 особи. Згоріло 164 будинки села. Ця битва була найбільшим зіткненням підрозділів НЗС.

### Суд
23 червня 1945 газета НЗС «Щербець» (пол. Szczerbiec) опублікувала статтю, де різанину у Верховині визнали актом боротьби НЗС з «гайдамацькими паразитами» і повторення в разі потреби схожих акцій. У справі знаходиться завірена копія рапорту ситуаційного «Шарого» командиру АС НЗС округу Люблін від 9 червня 1945 — Доповідаю, що підрозділи АС після концентрації вирушили під моїм командуванням на Замостя, згідно з наказом. По дорозі вирішено ліквідувати кілька українських селищ. Першим і найближчим було село Верховина… Верховину оточено з усіх сторін і вирізано 194 особи української народності. Декільком вдалося втекти.
Згодом спеціальна комісія ексгумувала лише одну невелику могилу, де віднайшли два тіла (одне з відрубаною головою). Інших поховань, зокрема масової могили не досліджували, обмежившись показами свідків. За ними було вбито все українське населення села, що супроводжувалося масовими зґвалтуваннями. У матеріалах справи у протоколах допитів «Романа», «Януша», «Зенона» зазначено кількість вбитих 396, 280 осіб. 14 лютого — 19 березня у Варшаві відбувся суд над 23 учасниками НЗС, де одним з обвинувачень була пацифікація населення села Верховина. Сім обвинувачених були засуджені до кари смерті. 15 червня 1953 суд ПНР підтвердив, що злочин у Верховині здійснив підрозділ Мєчислава Паздерського. Це підтвердив суд 8 травня 1998.

### Спроби реабілітації
З середини 1980-х років розпочалась реабілітація націоналістичного антикомуністичного підпілля. Були озвучені версії, що підрозділ НЗС мав намір у селі Верховина лише знищити агентів міліції і МГБ, прихильників Компартії Польщі, Польської Робітничої Партії, яких було немало за даними Гжегожа Мотики. Тадеуш Сват писав, що всі свідчення у справі були сфабриковані і, опираючись на відомих йому свідків, в ході бою і знищення бункерів було вбито до 50 осіб (приблизно все чоловіче населення). Після відходу підрозділу «Шарого» до села зайшов невідомий підрозділ, який для дискредитації НЗС здійснив різню. На думку Мотики і Романа Внука «Шарий» самостійно змінив план для більшої підтримки польського населення і зриву порозуміння поміж УПА і СіН.
Суд 4 лютого 1999 визнав недоказаною участь підрозділу М. Паздерського у різні у Верховині, на підставі того, що документи, свідчення могли бути сфальшовані МГБ. Крім того ще 1992 М. Паздерський був нагороджений президентом Лехом Валенсою Хрестом Національного Збройного Чину за заслуги 1939-1945 роках і Хрестом Партизанським. Меморіальна таблиця на його честь встановлена у костелі св. Єліаша Любліна (2014).